# Cuyahoga (rivière)
La Cuyahoga est une rivière située au nord-est de l'État de l'Ohio aux États-Unis. Son cours, long de 160 km, commence dans le comté de Geauga, puis part vers le sud jusqu'aux Cuyahoga Falls, où il tourne brusquement vers le nord et traverse le Cuyahoga Valley National Park. La rivière traverse ensuite Cleveland où elle se jette dans le lac Érié.
Les Indiens nommaient cette rivière, dont le cours fait un U, la Cuyahoga ce qui signifie "rivière tordue".
La Cuyahoga a été désignée comme l'une des American Heritage Rivers. Cette rivière est par ailleurs aussi célèbre pour avoir, le 22 juin 1969, littéralement pris feu (en tout cas, sa surface). Cette combustion, liée au déversement de produits inflammables et toxiques dans la rivière, a été un élément déclencheur dans la prise de conscience écologique aux États-Unis.

## Source
- (en) Cet article est partiellement ou en totalité issu de l’article de Wikipédia en anglais intitulé « Cuyahoga River » (voir la liste des auteurs).